# Darrylia harryleei
Darrylia harryleei is een slakkensoort uit de familie van de Horaiclavidae. De wetenschappelijke naam van de soort is voor het eerst geldig gepubliceerd in 2008 door García.